# Магистральный (Кемеровская область)
Магистра́льный — посёлок в Топкинском районе Кемеровской области. Входит в состав Верх-Падунского сельского поселения.

## География
Центральная часть населённого пункта расположена на высоте 264 м над уровнем моря.

## История
В 1962 году указом Президиума Верховного Совета РСФСР посёлок фермы № 3 совхоза «Тыхтинский» переименован в Магистральный.

## Население
| 2010 |
| ---- |
| 422  |